# Lucien Prival

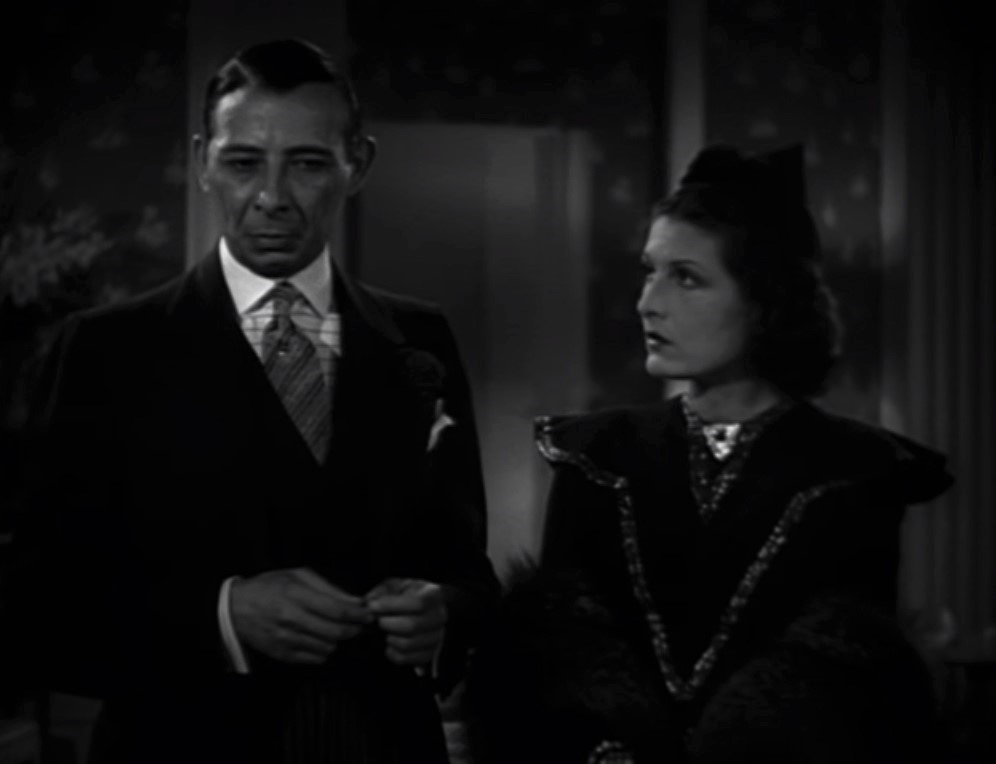
Avec Evelyn Brent, dans Mr. Wong, Detective (1938)

Lucien Prival, né le 14 juillet 1901 à New York (État de New York) et mort le 3 juin 1994 à Daly City (Californie), est un acteur américain.

## Biographie
Au cinéma, Lucien Prival (d'ascendance française) contribue à soixante-et-onze films américains, depuis le film muet Puppets de George Archainbaud (1926, avec Milton Sills et Gertrude Olmstead) jusqu'au western Le train sifflera trois fois de Fred Zinnemann (1952, avec Gary Cooper et Grace Kelly).
Entretemps, mentionnons Son plus beau combat d'Alfred Santell (1927, avec Richard Barthelmess et Molly O'Day), Les Anges de l'enfer d'Howard Hughes (1930, avec Ben Lyon et James Hall), Le destin se joue la nuit de Frank Borzage (1937, avec Charles Boyer et Jean Arthur), Chasse à l'homme de Fritz Lang (1941, avec Walter Pidgeon et Joan Bennett), ou encore Un commando en Bretagne de Jack Conway (1943, avec Jean-Pierre Aumont et Susan Peters).
À la télévision américaine, il apparaît dans six séries, la première en 1951 ; la dernière est Ramar of the Jungle (en), lors d'un épisode diffusé en 1953, après quoi il se retire définitivement.

## Filmographie partielle

### Cinéma

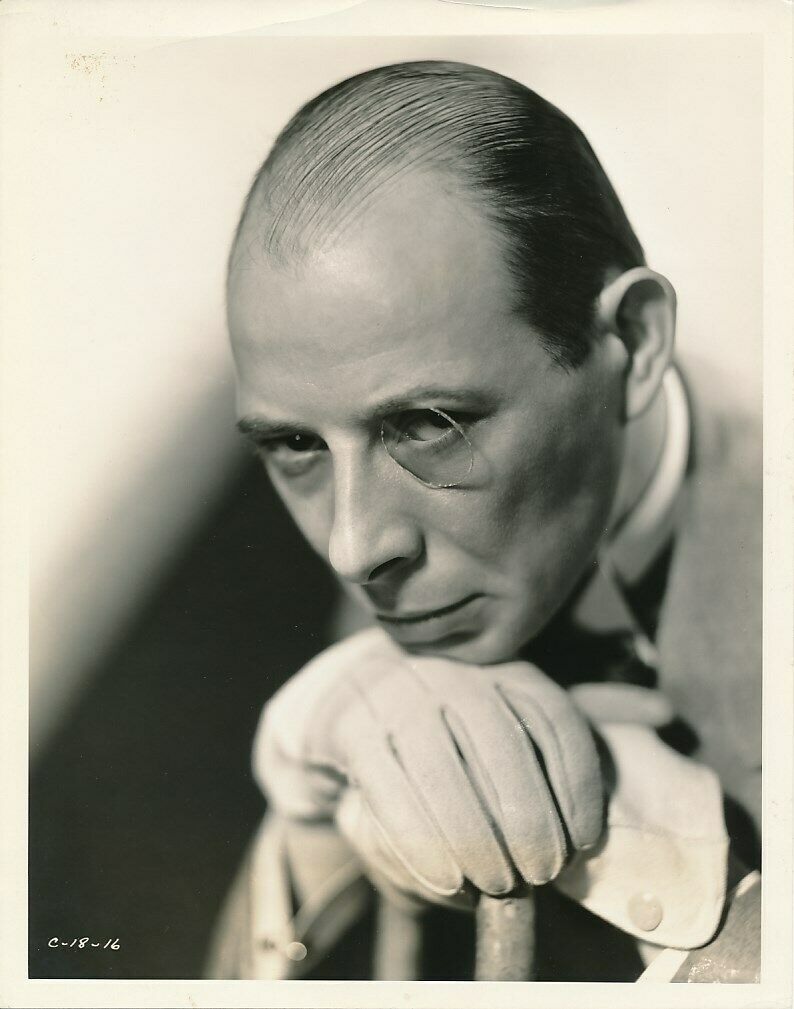
Lucien Prival dans Hollywood Speaks (1932).

- 1926 : Puppets de George Archainbaud : Frank
- 1927 : Son plus beau combat (The Patent Leather Kid) d'Alfred Santell : l'officier allemand
- 1927 : Chiffons (American Beauty) de Richard Wallace : Gillespie
- 1928 : The Racket de Lewis Milestone : Chick
- 1928 : La Belle Exilée (Adoration) de Frank Lloyd : le baron
- 1930 : Les Anges de l'enfer (Hell's Angels) d'Howard Hughes : le baron Von Krantz
- 1930 : In the Next Room d'Edward F. Cline
- 1930 : The Princess and the Plumber d'Alexander Korda : le baron Von Kemper
- 1931 : Young Sinners de John G. Blystone : le baron Von Konitz
- 1932 : Sherlock Holmes de William K. Howard : Hans Dreiaugen
- 1932 : Hollywood Speaks (en) d'Edward Buzzell
- 1933 : Grand Slam de William Dieterle : Gregory
- 1933 : Les Sacrifiés (After Tonight) de George Archainbaud : le lieutenant Erlich
- 1933 : Une soirée à Vienne (Reunion in Vienna) de Sidney Franklin : le serveur Colline
- 1934 : The Return of Chandu de Ray Taylor (serial) : le grand prêtre Vindhyan
- 1934 : Un drame à Hollywood (en) (The Crime of Helen Stanley) de D. Ross Lederman : Gibson
- 1934 : La Veuve joyeuse (The Merry Widow) d'Ernst Lubitsch : Adamovitch
- 1935 : La Fiancée de Frankenstein (Bride of Frankenstein) de James Whale : le majordome
- 1937 : Le destin se joue la nuit (History Is Made at Night) de Frank Borzage : le détective privé
- 1937 : Fifi peau de pêche (Every Day's a Holiday) d'A. Edward Sutherland : Danny the Dip
- 1937 : Vol de zozos (High Flyers) d'Edward F. Cline
- 1938 : Mr. Wong, Detective de William Nigh : Anton Mohl
- 1939 : Les Aveux d'un espion nazi (Confessions of a Nazi Spy) d'Anatole Litvak : Kranz
- 1939 : Edith Cavell (Nurse Edith Cavell) d'Herbert Wilcox : le lieutenant Schmidt
- 1939 : Agent double (Espionage Agent) de Lloyd Bacon : Decker
- 1940 : La Tempête qui tue (The Mortal Storm) de Frank Borzage : un officier vérifiant les passeports dans le train
- 1940 : Le Dictateur (The Great Dictator) de Charlie Chaplin : un officier tomenien des troupes de choc
- 1941 : Chasse à l'homme (Man Hunt) de Fritz Lang : l'homme de main au parapluie
- 1942 : Panama Hattie de Norman Z. McLeod, Roy Del Ruth et Vincente Minnelli : Hans
- 1943 : Un commando en Bretagne (Assignment in Brittany) de Jack Conway : le major Von Pless
- 1943 : Les bourreaux meurent aussi (Hangmen Also Die!) de Fritz Lang : un policier
- 1946 : Qui veut la peau du Faucon ? (en) (The Falcon's Alibi) de Ray McCarey : le baron
- 1948 : La Folle Enquête (On Our Merry Way) de Leslie Fenton et King Vidor : Jackson
- 1948 : So This Is New York de Richard Fleischer : un serveur
- 1948 : Bodyguard de Richard Fleischer : le majordome Peter
- 1952 : Le train sifflera trois fois (High Noon) de Fred Zinnemann : Joe, le barman du Ramirez Saloon

### Télévision
(séries)
- 1952 : China Smith (en), saison 1, épisode 21 Straight Settlement de Robert Aldrich : Krantz
- 1953 : Ramar of the Jungle (en), saison 1, épisode 2 White Savages de Wallace Fox : Nelson Vail